# Radosław Rybiński
Radosław Rybiński (ur. 1967) – dziennikarz i publicysta. Do maja 2007 roku szef redakcji Wiadomości TVP. Wcześniej zastępca szefa tej redakcji.

## Życiorys
Pracę dziennikarską zaczynał w Agencji Informacyjnej SIS-Serwis. W latach 1995–1996 pracował jako reporter programu TVP Puls dnia, a w latach 1993-1997 był dziennikarzem Radia Wolna Europa. Kierował Redakcją Informacji w Radiu Plus (1998-2001) Zastępca kierownika Redakcji Krajowej w „Życiu” (2001-2002). Współpracownik tygodnika „Nowe Państwo” (1995-2002). Obecnie dyrektor zarządzający w firmie EVIGO, która działa na rynku komunikacji b2b.
W wyborach parlamentarnych w 1993 bez powodzenia ubiegał się o mandat poselski w okręgu warszawskim z listy Konfederacji Polski Niepodległej.